# Stephen Hendry

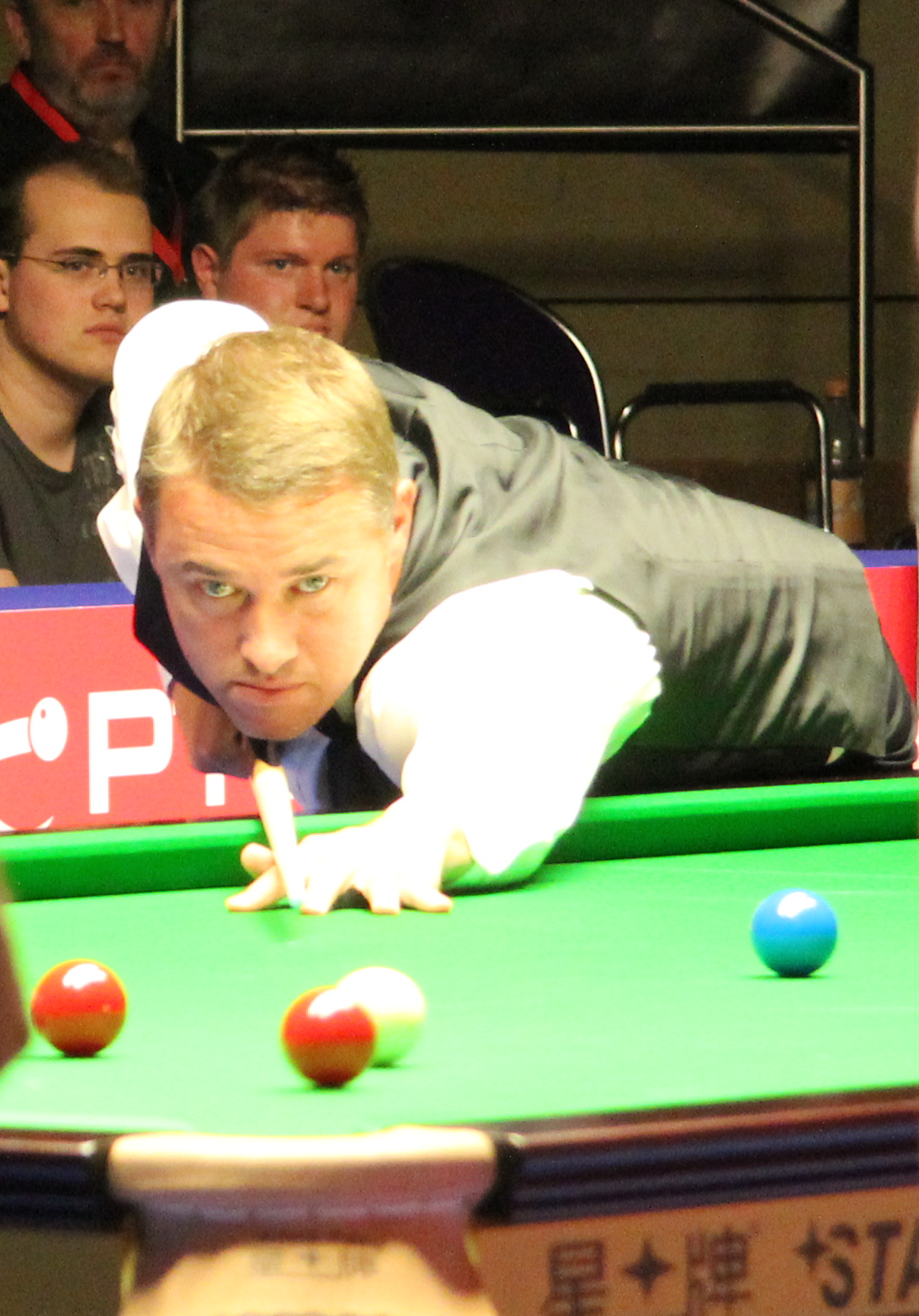
Stephen Hendry

Stephen Gordon Hendry MBE (sinh ngày 13 tháng 1 năm 1969) là một cựu vận động viên bi da chuyên nghiệp người Scotland và hiện là bình luận viên cho BBC và ITV. Là một trong những kỳ thủ thành công nhất trong lịch sử môn bi da, ông đã vô địch giải đấu danh giá nhất của snooker, Giải vô địch snooker thế giới, bảy lần trong kỷ nguyên hiện đại và giữ kỷ lục số một thế giới nhiều mùa giải nhất (9). Danh hiệu thế giới đầu tiên của Hendry vào năm 1990, ở tuổi 21, đã đưa ông trở thành Nhà vô địch thế giới trẻ nhất từ trước đến nay, một kỷ lục mà Hendry vẫn đang giữ.
Hendry cũng đã giành được sáu danh hiệu Masters (trong đó có năm danh hiệu liên tiếp) và năm danh hiệu vô địch Vương quốc Anh. Tổng số 18 trận thắng trong giải đấu Triple Crown của anh chỉ vượt qua con số 20 của Ronnie O'Sullivan. Là một trong ba người chơi duy nhất giành được cả ba giải Triple Crown trong một mùa giải duy nhất, Hendry là cơ thủ duy nhất đạt được thành tích này hai lần, vào các mùa giải 1989–90 và 1995–96. Ông đứng thứ hai cho cơ thủ có nhiều danh hiệu xếp hạng nhất (36) sau Ronnie O'Sullivan. Là một vận động viên kiến tạo nhiều lần nghỉ, ông đã ghi tổng cộng 775 lần century break trong sự nghiệp, và thực hiện 11 lần maximum break được chính thức công nhận trong thi đấu chuyên nghiệp.
Anh ấy đã được trao giải MBE vào năm 1994, và được BBC Scotland bình chọn là Nhân vật thể thao của năm vào năm 1987 và 1996. Vào tháng 5 năm 2012, sau khi tham dự chức vô địch thế giới lần thứ 27 liên tiếp, ông tuyên bố giải nghệ, chấm dứt kỷ lục 23 mùa liên tiếp trong top 16 của bảng xếp hạng thế giới.